# Iwan Anakiew
Iwan Anakiew (maced. Иван Анакиев; ur. 18 lutego 1989) – macedoński zapaśnik walczący w stylu wolnym. Piąty na igrzyskach śródziemnomorskich w 2013. Brązowy medalista mistrzostw śródziemnomorskich w 2014 roku.